# Murder Mystery 2
Murder Mystery 2 är en amerikansk kriminalkomedifilm från 2023 med svensk premiär den 31 mars 2023 på strömningstjänsten Netflix. Filmen är regisserad av Jeremy Garelick. Manus har James Vanderbilt skrivit.
Filmen är en uppföljare till Murder Mystery från 2019.

## Handling
Filmen kretsar kring det äkta paret Nick och Audrey Spitz som driver en gemensam detektivbyrå. Verksamheten går dock inte lysande och när en vän till dem, Maharaja, kidnappas på sitt bröllop hamnar de mtt i en internationell brottsutredning.

## Rollista (i urval)
- Adam Sandler – Nick Spitz
- Jennifer Aniston – Audrey Spitz
- Mark Strong
- Mélanie Laurent
- Jodie Turner-Smith
- Enrique Arce
- Tony Goldwyn
- Annie Mumolo
- Wilmer Valderrama
- Adeel Akhtar – Maharajah